# Arrest Keck en Mithouard
Het arrest Keck en Mithouard is een prejudiciële beslissing van het Hof van Justitie van de Europese Gemeenschappen van 24 november 1993 (gevoegde zaken C-267/91 en C-268/91), welke van belang is voor het vrije verkeer van goederen. Het Hof oordeelde namelijk dat het verbod op belemmerende maatregelen van gelijke werking niet geldt indien voldaan aan drie voorwaarden.

## Casus en procesverloop
B. Keck en D. Mithouard stonden in Frankrijk terecht voor het wederverkopen van producten tegen een lagere prijs dan hun daadwerkelijke inkoopprijs. Dit was in strijd met de Franse wet. Keck en Mithouard hebben als verweer aangevoerd, dat een algemeen verbod van wederverkoop met verlies, zoals opgenomen in genoemde bepalingen, onverenigbaar is met artikel 30 EEG-Verdrag (huidig artikel 34 VWEU) en met de beginselen van vrij verkeer van personen, diensten en kapitaal en van vrije mededinging binnen de Gemeenschap. Hierop heeft het Tribunal de grande instance van Straatsburg het Hof van Justitie verzocht om een prejudiciële beslissing.

## Rechtsvraag
De voor de rechtsgeschiedenis belangrijke prejudiciële vraag betrof de kwestie, of een verbod op wederverkoop met verlies als "maatregel van gelijke werking" te beschouwen was in de zin van art. 30 EEG-verdrag.

## Uitspraak Hof
Het Hof herhaalde primair de criteria van het arrest Cassis de Dijon (1979):

15. (...) als door artikel 30 EEG-verdrag verboden maatregelen van gelijke werking zijn aan te merken belemmeringen van het vrije goederenverkeer, die, bij gebreke van harmonisatie van de wettelijke regelingen, voortvloeien uit de toepassing op goederen uit andere Lidstaten waar zij rechtmatig zijn vervaardigd en in de handel gebracht, van voorschriften betreffende de voorwaarde waaraan die goederen moeten voldoen (zoals voorschriften met betrekking tot hun benaming, hun vorm, hun afmetingen, hun gewicht, hun samenstelling, hun aanbiedingsvorm, hun etikettering of hun verpakking), ook indien die voorschriften zonder onderscheid op alle producten van toepassing zijn, wanneer die toepassing niet kan worden gerechtvaardigd door een doel van algemeen belang, dat zou moeten voorgaan boven de eisen van het vrije goederenverkeer.

Vervolgens maakte het Hof evenwel een uitzondering voor belemmeringen die voortvloeien uit de toepassing van voorschriften die op verkoopmodaliteiten zien:

16. In afwijking van de eerdere rechtspraak moet echter worden aangenomen, dat als een maatregel die de handel tussen de Lidstaten al dan niet rechtstreeks, daadwerkelijk of potentieel kan belemmeren in de zin van de Dassonville-rechtspraak (zaak 8/74) niet kan worden beschouwd de toepassing op producten uit andere Lidstaten van nationale bepalingen die bepaalde verkoopmodaliteiten aan banden leggen of verbieden, mits die bepalingen van toepassing zijn op alle marktdeelnemers die op het nationale grondgebied activiteiten ontplooien en mits zij zowel rechtens als feitelijk dezelfde invloed hebben op de verhandelingen van nationale producten en op die van producten uit andere Lidstaten.

[dictum]
Artikel 30 EEG-Verdrag moet aldus worden uitgelegd, dat het niet van toepassing is op een nationale wettelijke regeling die wederverkoop met verlies in het algemeen verbiedt.

## Betekenis
De betekenis van het Keck-arrest ligt met name in de beperking die het Hof aanbrengt in de reikwijdte van het begrip "maatregelen van gelijke werking" in artikel 30 EEG-verdrag. Werden sinds het arrest Dassonville (1974) vrijwel alle belemmerende maatregelen onder deze reikwijdte geschaard, in het Keck-arrest worden bepalingen die bepaalde verkoopmodaliteiten verbieden, geacht niet onder de reikwijdte van artikel 30 te vallen.
Het arrest is een illustratie dat het Hof kan terugkomen op een bepaalde gedragslijn in eerdere arresten.
Dit arrest blijft nog steeds relevant en de erin ontwikkelde rechtspraak wordt nog steeds gebruikt door het Hof, hoewel het Hof niet expliciet meer verwijst naar dit arrest. Zo past het Hof deze jurisprudentie toe in de zaak Colruyt en Ker-Optika.
Over de vraag of de Keck-criteria ook van toepassing zijn op de vrijheid van diensten, bestaat er discussie. Een deel van de rechtsleer betoogt dat dit wel het geval is aangezien het Hof deze criteria nagaat in de zaak Alpine Investments. In casu zijn ze echter niet vervuld, maar het feit dat het Hof ze in die zaak naging, wijst volgens een deel van de rechtsleer erop dat Keck wel degelijk kan worden toegepast op diensten. 